# قمر الزمان (فلم)
قمر الزمان فيلم عائلي موسيقي استعراضي مصري من إخراج وتأليف حسن الإمام عام 1976، قام بالبطولة نجلاء فتحي ومصطفى فهمي وسعيد صالح. تدور أحداث الفيلم حول الفتاة البريئة قمر التي تتعرف على ثلاثة من الشبان الذي يعملون في أحد الملاهي، وفي الوقت الذي يقومون فيه بمساعدة الفتاة، يشعر كلٍ منهم بالتقرُّب إليها والإعجاب بها.
صدر الفيلم إلى دور العرض المصرية في 1 يناير 1976.
منح موقع قاعدة بيانات الأفلام العربية «السينما.كوم» الفيلم درجة 6.1/ 10.
منح موقع قاعدة بيانات الأفلام على الإنترنت (IMDB) الفيلم درجة 3.3/ 10.

## طاقم التمثيل
نجلاء فتحي: في دور قمر
سعيد صالح: في دور سلطان (الساحر)
مصطفى فهمي: في دور محسن (محرك العرائس)
هالة فاخر: في دور سحر (زوجة سلطان)
محمد نجم: في دور مدير المقهى
محمد شوقي: في دور متولي (صاحب المطعم)
أبو بكر عزت: في دور يوسف (مساعد محسن)
يونس شلبي: في دور عميل المقهى المحتال
إبراهيم نصر: في دور عميل المقهى
بالاشتراك مع: عزة كمال – تغريد البشبيشي – سعاد أحمد – منى عبد الله – صالح الإسكندراني.

## أحداث الفيلم
جاءت قمر (نجلاء فتحى) من المنصورة إلى القاهرة بعد وفاة والدها تبحث عن عمل، وقصدت صديق والدها صاحب الفرن، وتكتشف أنه توفي، ويعرض عليها عم متولى (محمد شوقى) صاحب المطعم، العمل بالمطعم والإقامة الكاملة بشقته، بشرط أن تصبح محظيته. ترفض قمر ويحاول متولي الإعتداء عليها، وينقذها الشاب سلطان (سعيد صالح). تتعلق قمر بسلطان وتتبعه إلى حيث يعمل بمدينة الملاهي كساحر، ومتزوج سراً من مساعدته سحر (هالة فاخر). تتعرف قمر على أصدقاء سلطان: محسن (مصطفى فهمى) راقص باليه مشهور ولكنه بعد إصابة قدمه في الحرب، فقد المجد والشهرة، وانتهى به الأمر محركا للعرائس في مدينة الملاهي، ويساعده يوسف (أبو بكر عزت)، الذي نشأ وترعرع في الملاجئ.
بدأت قمر بالعمل نادلة بالمقهى، ولكنها تفشل في العمل بسبب أميتها، وحينما شعرت باليأس وفقدان الأمل، وجدت أمامها مجموعة العرائس تخاطبها، ولم تكن تدرى ان محسن هو الذي يحرك العرائس. تنام قمر من شدة التعب، ويتقدم يوسف ويوقظها، ويطلب منها النوم في العشة، وينام هو ومحسن بالخارج. قامت قمر برعاية العشة وتنظيفها، وطلب منها محسن أن تقدم حديث وغناء مع العرائس، على المسرح امام الجمهور، ونصحها سلطان، لكى تصبح فنانة عليها ان تكون موهوبة ومثقفة، أي تجيد القراءة والكتابة، ولجأت قمر إلى العرائس، لتتعلم القراءة والكتابة والحساب، وقدمت دورها مع العرائس أمام الجمهور، لتنال الإستحسان، وتسحب الجمهور من فقرة الساحر، وتسلمت أجرها من محسن، وسعت لتحقيق أحلامها، وتغيرت هيئتها وملامحها، وزاد معجبوها، وسعى وراءها سلطان، الذي كانت قد تعلقت به، لتكتشف انه متزوج، بعد ان سقطت منه خاتم زواجه. تقطع قمر علاقتها بسلطان بعد ان وصفته بأنه كاذب. يحب محسن قمر، ولكنه يخاف من مصارحتها بحبه، خوفاً من رفضها بسبب قدمه المصابة. يظن محسن انها تحب سلطان، ويشعر بالغيرة عندما يراها تذهب لعشة سلطان، ويضربها، لتشعر بالإهانة، سلطان كاذب، ومحسن أهانها، والعرائس لن تستطيع الدفاع عنها، وتقرر المغادرة، ولكن العرائس تناشدنها العودة، وتخبرها العرائس بأن محسن يحبها، فتعلن حبها لمحسن، الذي يظهر ويعلن انه يحبها وعلى استعداد للدفاع عنها، وترتمي في أحضانه.

## روابط خارجية
- مقالات تستعمل روابط فنية بلا صلة مع ويكي بيانات